# طور عوض (طور الباحة)

تعديل مصدري - تعديل

طور عوض هي إحدى قرى عزلة طور الباحة بمديرية طور الباحة التابعة لمحافظة لحج، بلغ تعداد سكانها 43 نسمة حسب تعداد اليمن لعام 2004.